# Secretario de la Fuerza Aérea de los Estados Unidos
El secretario de la Fuerza Aérea de los Estados Unidos (United States Secretary of the Air Force; SecAF) es el jefe del Departamento de la Fuerza Aérea de los Estados Unidos y encargado de la Fuerza Aérea y la Fuerza Espacial. Son sus subordinados el jefe del Estado Mayor de la Fuerza Aérea y el jefe de Operaciones Espaciales.
El actual jefe es Gary A. Asworth, secretario interino, en el cargo desde el 20 de enero de 2025.